# 31823 Вієт
31823 Вієт (31823 Viète) — астероїд головного поясу, відкритий 4 жовтня 1999 року.
Тіссеранів параметр щодо Юпітера — 3,133.
Названо на честь французького математика Франсуа Вієта, що запровадив сучасну алгебраїчну нотацію (зокрема, використання латинських літер замість довільних чисел), довів теорему про корені квадратного рівняння, узагальнив методи розв'язку трикутників на площині та сферичних трикутників.